# Коломийська дитяча художня школа ім. Я.Пстрака
Коломийська дитяча художня школа імені Ярослава Пстрака — бюджетний навчальний заклад мистецького спрямування для дітей шкільного віку в м. Коломия, Івано-Франківської області.
Відкриття художньої школи в Коломиї відбулося в 1974 році, хоча сам задум про відкриття закладу з'явився набагато раніше. В місті проводилися персональні виставки, на яких люди спільно обговорювали різні творчі питання. Одним із питань було створення спеціальної школи, яка змогла б надати обдарованим дітям можливість розвивати свої здібності. Тож така школа не могла не з'явитися в Коломиї. І на початку своєї діяльності заклад розмістився в орендованому приміщенні по вул. Димитрова, 2.
Основним засновником художньої школи був начальник відділу культури Сергій Іванович Козлов. Першим директором школи став Ярослав Олексійович Лобурак, який обіймав цю посаду 38 років. Викладачами були провідні художники міста: Саган А.І., Боднарук Б.І., Стефанко В.М., Біланюк Ю.
У 1986 році, згідно з рішенням виконкому, художній школі надали приміщення по нинішній вул. Симона Петлюри, 34, де вона діє й нині. Ця красива будівля, в яку переїхала художня школа, була збудована ще в 1930-х роках, але добре збереглася, хоча й потребувала ремонту. Після проведеного капітального ремонту, в 2006 році, художня школа стала ще красивішою. У 2008 році, розглянувши клопотання відділу культури і туризму, міська рада вирішила надати Коломийській дитячій художній школі ім'я відомого українського живописця і графіка Ярослава Пстрака. На фасаді школи відкрито меморіальну дошку відомого коломийського митця Ярослава Лукавецького.
З 2012 року педагогічний та навчально-виховний процес у школі здійснює, під керівництвом директора Цапурак Тетяни Степанівни, колектив з 9 викладачів.
У художній школі діти навчаються 4 роки, але є ще підготовчі, нульові класи, в яких навчаються діти починаючи з десяти років. З дня заснування закладу кількість учнів поступово збільшувалась, і з 2012 року ця цифра становить 155 учнів. Учні активно представляють Коломийську художню школу [Архівовано 8 грудня 2012 у Wayback Machine.] в багатьох міських, обласних, регіональних, всеукраїнських [Архівовано 28 серпня 2013 у Wayback Machine.] та міжнародних [Архівовано 12 січня 2014 у Wayback Machine.] художніх виставках, конкурсах та олімпіадах. Діти беруть участь у мистецьких проектах не лише художньої школи, але й нашого міста, а також у фестивалях та творчих заходах. Поряд з учнями презентують свої творчі доробки і показують свій мистецький рівень викладачі закладу, тим самим подаючи приклад і виступаючи натхненниками для своїх вихованців. Викладачі беруть участь у спільних творчих проектах та виставках, демонструють свої роботи на персональних виставках, беруть участь у мистецькому та культурному житті міста.
Від самого початку заснування в художній школі викладалось 5 предметів: живопис, рисунок, композиція, скульптура, історія мистецтв. Поглиблене навчання образотворчому та декоративно-прикладному мистецтву базується на академічному та творчому підходах, що дає можливість учням втілювати свої мистецькі задуми. Комплекс дисциплін спрямований на розвиток творчої уяви учнів. Один з видів позакласної роботи, що проводиться з учнями художньої школи — це співпраця з місцевими музеями, де учні регулярно відвідують виставки художників та майстрів народного мистецтва. Викладачі школи разом з учнями здійснюють поїздки та екскурсії, де діти можуть вивчати архітектуру рідного краю, знайомитися з прийомами роботи в художніх майстернях.
| Герб Коломиї | Це незавершена стаття про Коломию. Ви можете допомогти проєкту, виправивши або дописавши її. |